# Djalma Santos
Pour les articles homonymes, voir Santos (homonymie).

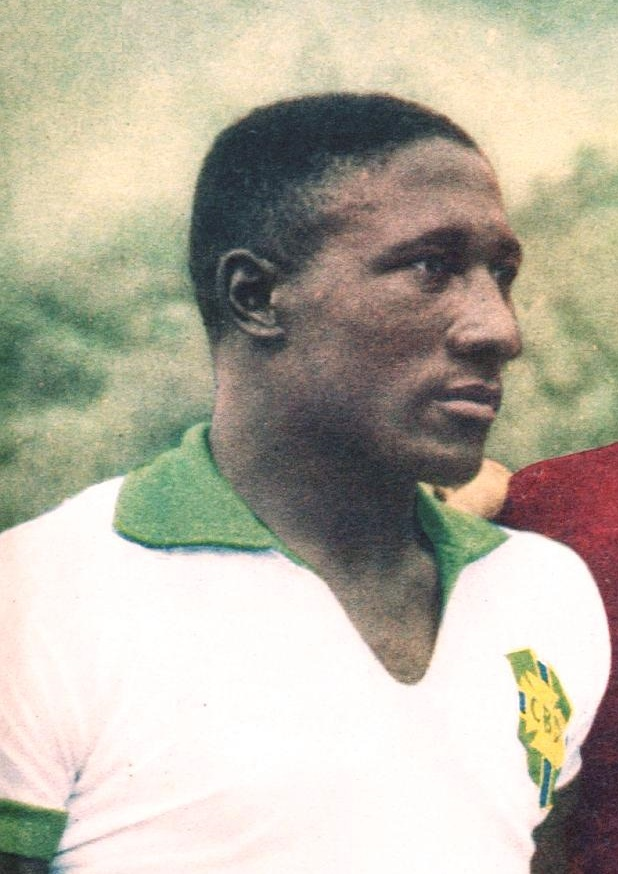
Djalma Santos en 1959.

Djalma Pereira Dias dos Santos est un footballeur international brésilien né le 27 février 1929 à São Paulo et mort le 23 juillet 2013 à Uberaba. Arrière droit modèle, il est double champion du monde avec l'équipe du Brésil.

## Biographie
Djalma Santos compte 98 sélections en équipe du Brésil, et a joué quatre Coupes du monde, remportant celles de 1958 et de 1962. Lui et Franz Beckenbauer, sont les seuls joueurs à avoir été nommés dans l'équipe-type de trois Coupes du monde (en 1954, 1958 et 1962).
Il fait partie de la liste des 125 plus grands footballeurs vivants établie par Pelé en mars 2004.
Il passe sa retraite avec sa femme, Esmeralda Santos, à Uberaba, dans l'État de Minas Gerais où il collabore occasionnellement avec une des écoles de football de la ville. Il soutient les œuvres de charité en faveur des enfants des rues du Minas Gerais.
Djalma Santos est Légende de Players for Peace, une ambassade de bonne volonté créée par Kofi Annan.
Djalma Santos meurt le 23 juillet 2013 à Uberaba, où trois jours de deuil sont décrétés dans la municipalité,,.

### Carrière en club
Djalma Santos commence sa carrière en 1948 à Portuguesa, club de São Paulo, sa ville natale. Il évolue en défense centrale avant d'être déplacé à droite pour jouer arrière droit. 
En 1959, il rejoint Palmeiras où il devient l'un des joueurs emblématiques du club disputant 498 matches en neuf saisons. Avec José Altafini, Julinho et Vavá, Djalma Santos brille et fait connaître aux supporters de Palmeiras un véritable âge d'or au milieu des années  1950. Avec les Alviverde, il remporte deux Taça Brasil ou trophées brésiliens (en 1960 et en 1967), l'équivalent du championnat brésilien avant 1969. Outre ces deux titres de champion, il décroche avec Palmeiras un Tournoi Roberto Gomes Pedrosa en 1967 et trois Championnats de São Paulo en 1959, 1963 et 1966. Santos atteint également la finale de la Copa Libertadores 1961 avec ce club, battu par les Uruguayens de Peñarol (0-1 et 1-1). 
En 1969, il quitte Palmeiras pour rejoindre Paranaense et arrête sa carrière en 1972 à l'âge de 43 ans.

### Carrière en sélection
Djalma Santos dispute son premier match avec la sélection brésilienne le 10 avril 1952 face au Pérou (0-0) à l'occasion du Championnat panaméricain 1952.
Rapidement, il devient un des éléments immuables d'une des plus belles équipes de tous les temps, le Brésil des années 1950 qui possède en son sein une génération de joueurs d'exception tels que Didi, Pelé et Garrincha. 
Il fait ainsi partie du groupe brésilien qui dispute la Coupe du monde 1954 en Suisse et participe aux trois premières rencontres de la compétition. Le 27 juin 1954, il fait partie de l'équipe auriverde qui s'incline en quart de finale face à la Hongrie (2-4 après prolongation) dans un match resté dans les mémoires pour sa violence, pendant et après la rencontre : une bagarre générale éclate dans les vestiaires. Dans cette partie qui devait être une véritable finale avant l'heure au vu de la qualité des deux adversaires, mais qui est gâchée par ces actes de brutalité (on surnomma d'ailleurs après coup ce match comme la Bataille de Berne), Djalma Santos inscrit à la 18e minute de jeu un pénalty. C'est le seul but du Pauliste en phase finale.

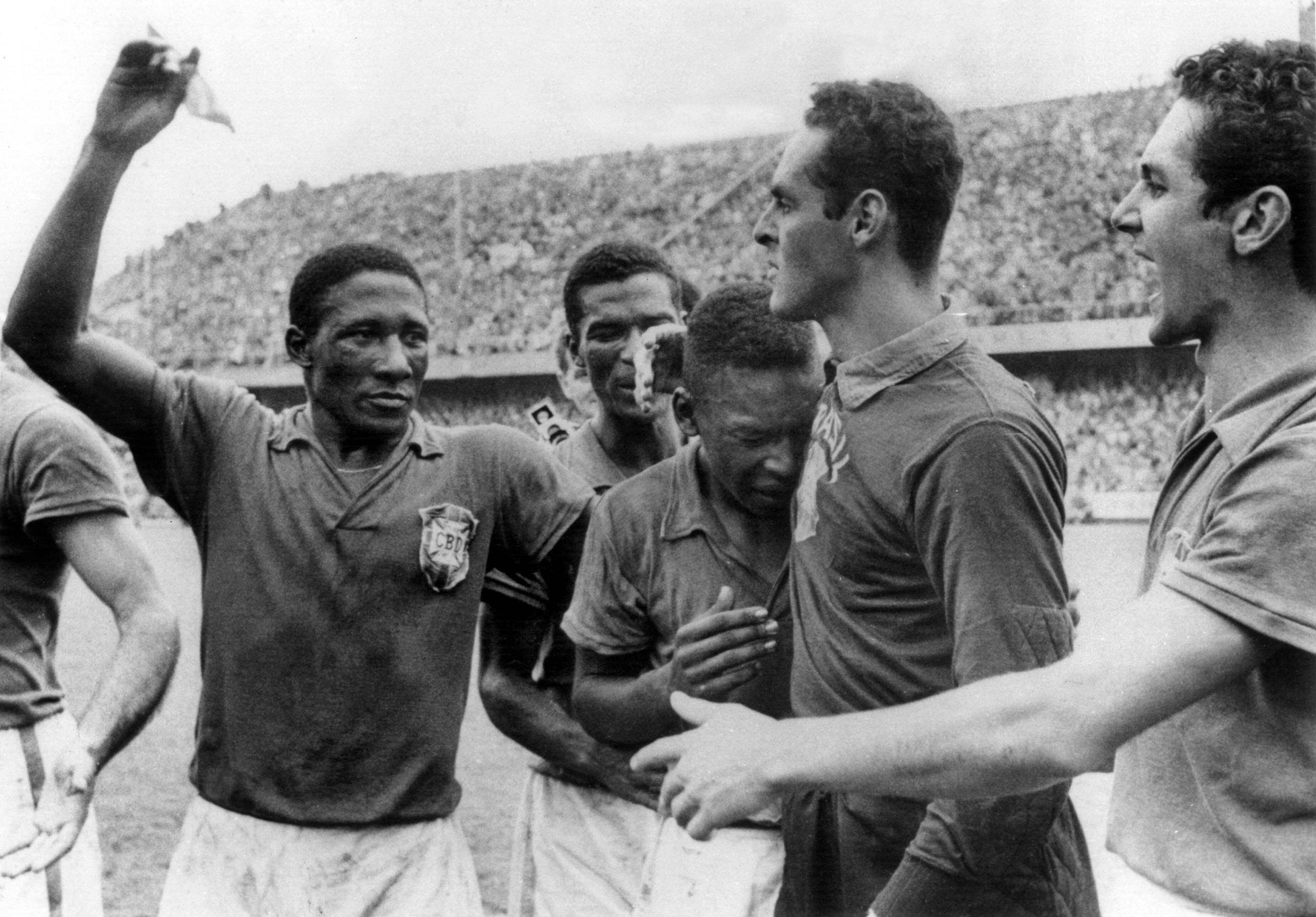
Djalma Santos (bras droit levé) aux côtés de Pelé, Didi, Gilmar, le gardien de la Seleção et Orlando à l'issue de la finale de la Coupe du monde 1958, remportée 5-2 face à la Suède.

Au départ de la Coupe du monde 1958, Djalma Santos a perdu sa place au profit de Newton de Sordi. Ce dernier dispute le tournoi jusqu'aux demi-finales mais il cède finalement sa place au Pauliste pour la finale face à la Suède, le 29 juin 1958. Le latéral droit, réputé pour son intelligence de jeu, sa vitesse et ses montées offensives, décroche le premier titre pour son pays dans cette compétition, entrant ainsi dans la légende aux côtés de ses coéquipiers Pelé, Garrincha, Vavá, Didi ou Zagallo.
Avec une partie de ces joueurs, il devient vice-champion d'Amérique du Sud lors de la Copa América 1959 organisée en Argentine et remportée par les locaux. Les Brésiliens finissent le tournoi invaincus.
Trois ans plus tard, et malgré ses 33 ans, il fait partie du groupe brésilien qui dispute la Coupe du monde 1962 au Chili. Il dispute l'intégralité du tournoi et est alors au sommet de son art à son poste d'arrière droit. Il est l'un des meilleurs joueurs de son équipe avec Garrincha et Amarildo. Lors de la finale qui oppose les Auriverdes à la Tchécoslovaquie de Josef Masopust, Santos est à l'origine du troisième but à la 78e minute : sur le côté droit, il envoie une balle en plein cœur de la surface tchécoslovaque, relâchée involontairement par le gardien Viliam Schrojf, directement dans les pieds de Vavá qui marque (score final 3-1). Santos décroche ainsi le deuxième titre de champion du monde de sa carrière.
Le 23 octobre 1963, il fait partie, avec des joueurs tels que Denis Law, Raymond Kopa, Alfredo Di Stéfano, Eusébio ou encore Lev Yachine, de l'équipe du « reste du monde » qui affronte l'Angleterre à Wembley, pour les 100 ans de la Fédération d'Angleterre de football (FA).
À la surprise générale, Santos est convoqué pour disputer la phase finale de la Coupe du monde 1966 en Angleterre. L'ensemble des suiveurs de la Seleção pensait que le jeune et prometteur Carlos Alberto lui serait préféré mais le sélectionneur de l'équipe double championne du monde en titre, Vicente Feola, décide le contraire. À 37 ans, le Pauliste dispute ainsi sa quatrième coupe du monde. Malheureusement pour lui, il perd sa place dans le onze brésilien après le deuxième match de son équipe face à la Hongrie et une lourde défaite des siens 1-3. Assis sur le banc lors du troisième match face au Portugal, il assiste impuissant à l'élimination prématurée des Auriverdes au premier tour après leur défaite 3 buts à 1 le 19 juillet 1966.
Son dernier match en sélection a lieu lors de l'édition de la Copa Rio Branco, le 12 juin 1968. Ce jour-là, les Brésiliens affrontent et défont l'équipe d'Uruguay par 2 à 0.
Avec 111 sélections (98 officielles), Djalma Santos est actuellement le 4e footballeur brésilien le plus sélectionné en équipe nationale, après Cafu (142 sélections), Roberto Carlos (125 sélections) et Cláudio Taffarel (101 sélections).

### Style de jeu
Djalma Santos occupait le poste de d'arrière droit et il est considéré comme l'un des meilleurs joueurs de tous les temps à ce poste. Reconnu pour ses qualités défensives, il n'hésitait pas à se porter à l'avant pour apporter le surnombre et créer le danger. 
À 29 ans à la Coupe du monde 1958, il faisait 1,72 m pour 73 kg et était considéré comme très endurant, ce qui lui permettait de marquer les ailiers rapides adverses.

## Statistiques

### En sélection nationale
| Saison                | Sélection             | Phases finales        | Phases finales | Phases finales | Éliminatoires CDM | Éliminatoires CDM | Matchs amicaux | Matchs amicaux | Total | Total |
| Saison                | Sélection             | Compétition           | M              | B              | M                 | B                 | M              | B              | M     | B     |
| --------------------- | --------------------- | --------------------- | -------------- | -------------- | ----------------- | ----------------- | -------------- | -------------- | ----- | ----- |
| 1951-1952             | Brésil                | -                     | -              | -              | -                 | -                 | 4              | 0              | 4     | 0     |
| 1952-1953             | Brésil                | Copa América 1953     | 7              | 0              | -                 | -                 | -              | -              | 7     | 0     |
| 1953-1954             | Brésil                | Coupe du monde 1954   | 3              | 1              | 4                 | 0                 | -              | -              | 7     | 1     |
| 1955-1956             | Brésil                | Copa América 1956 4e  | 5              | 0              | -                 | -                 | 13             | 1              | 18    | 1     |
| 1956-1957             | Brésil                | Copa América 1957     | 6              | 0              | 2                 | 0                 | 3              | 0              | 11    | 0     |
| 1957-1958             | Brésil                | Coupe du monde 1958   | 1              | 0              | -                 | -                 | -              | -              | 1     | 0     |
| 1958-1959             | Brésil                | Copa América 1959     | 4              | 0              | -                 | -                 | 1              | 0              | 5     | 0     |
| 1959-1960             | Brésil                | Copa América 1959     | -              | -              | -                 | -                 | 12             | 1              | 12    | 1     |
| 1960-1961             | Brésil                | -                     | -              | -              | -                 | -                 | 1              | 0              | 1     | 0     |
| 1961-1962             | Brésil                | Coupe du monde 1962   | 6              | 0              | -                 | -                 | 5              | 0              | 11    | 0     |
| 1962-1963             | Brésil                | Copa América 1963 4e  | -              | -              | -                 | -                 | 7              | 0              | 7     | 0     |
| 1964-1965             | Brésil                | -                     | -              | -              | -                 | -                 | 7              | 0              | 7     | 0     |
| 1965-1966             | Brésil                | Coupe du monde 1966   | 2              | 0              | -                 | -                 | 4              | 0              | 6     | 0     |
| 1967-1968             | Brésil                | -                     | -              | -              | -                 | -                 | 1              | 0              | 1     | 0     |
| Total sur la carrière | Total sur la carrière | Total sur la carrière | 34             | 1              | 6                 | 0                 | 58             | 2              | 98    | 3     |

## Palmarès

### Avec la sélection
- Champion du monde en 1958 et 1962 avec l'équipe du Brésil
- Vainqueur du Championnat panaméricain en 1952 avec l'équipe du Brésil
- Vainqueur de la Copa Roca en 1957, 1960 et 1963 avec l'équipe du Brésil
- Vainqueur de la Copa del Atlántico en 1956 et 1960 avec l'équipe du Brésil
- Vainqueur de la Taça Oswaldo Cruz en 1955, 1956 et 1962 avec l'équipe du Brésil
- Vainqueur de la Taça Bernardo O'Higgins en 1959 avec l'équipe du Brésil

### En club
- Vainqueur du Tournoi Rio-São Paulo en 1952 et 1955 avec Portuguesa
- Vainqueur de la Taça Brasil en 1960 avec Palmeiras
- Vainqueur du Tournoi Rio-São Paulo en 1965 avec Palmeiras
- Vainqueur du Tournoi Roberto Gomes Pedrosa en 1967 avec Palmeiras
- Vainqueur du Championnat de São Paulo en 1959, 1963 et 1966 avec Palmeiras
- Vainqueur du Championnat du Paraná en 1970 avec l'Atlético Paranaense